# Silene pterosperma
Silene pterosperma är en nejlikväxtart som beskrevs av Carl Maximowicz. Silene pterosperma ingår i släktet glimmar, och familjen nejlikväxter. Inga underarter finns listade i Catalogue of Life.